# Hermann Vogel (Kunsthändler)

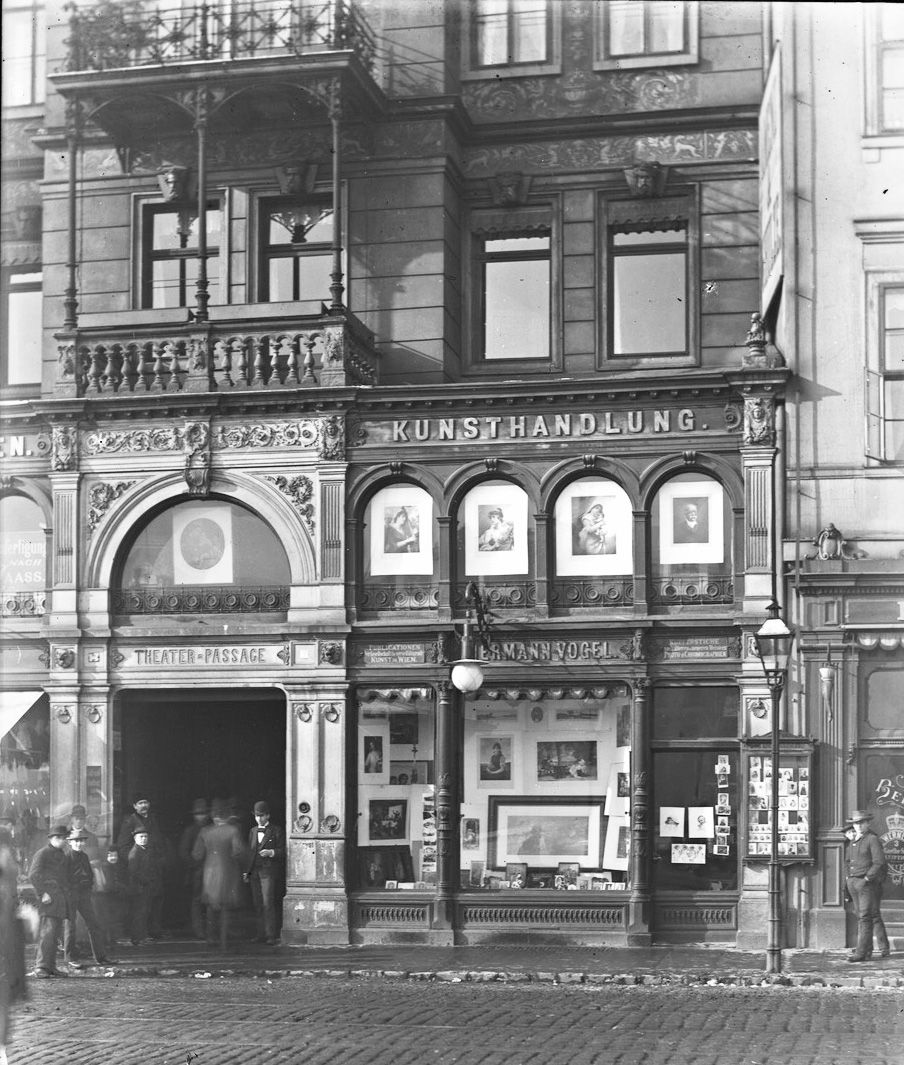
Kunsthandlung Hermann Vogel am Eingang zur Theaterpassage (um 1905)

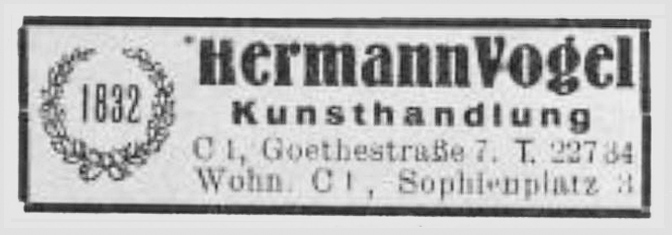
Adressbuch-Anzeige 1943

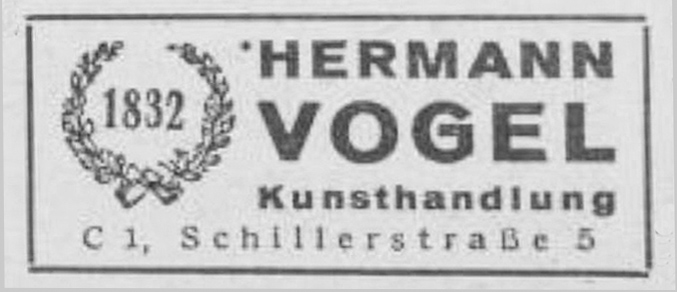
Adressbuch-Anzeige 1949

Gustav Hermann Vogel (* 6. Dezember 1824 in Leipzig; † 21. November 1904 ebenda) war ein deutscher Kunsthändler und Fotograf.

## Leben
Gustav Hermann Vogel entstammte einer Leipziger Handwerkerfamilie. Seine berufliche Laufbahn begann er in der Buch- und Kunsthandlung von Rudolph Weigel (1804–1867), welche dieser 1832 gegründet hatte. Hier stieg er bis zum Prokuristen auf. Nach Weigels Tod übernahm er 1871 das Geschäft von dessen Witwe und führte es unter seinem Namen weiter. Es befand sich in der Roßstraße 10 (seit 2001 Auguste-Schmidt-Straße).
1879 verlegte er sein Geschäft in die Goethestraße 2 neben der Theaterpassage und eröffnete am 1. April die Kunst- und Sortimentshandlung Hermann Vogel. Neben Radierungen, Holzschnitten, Ölgemälden und Kunstdrucken gehörte auch die Anfertigung von Bilderrahmen zum Angebot. Ende der 1880er Jahre kamen Fotografien hinzu, die Vogel selbst anfertigte. Motive waren Leipziger Sehenswürdigkeiten und Porträts prominenter Persönlichkeiten. Über 500 seiner Aufnahmen, zumeist als Fotoplatten, bewahrt das Stadtgeschichtliche Museum Leipzig. Damit gehört Hermann Vogel neben Hermann Walter (1838–1909) und Paul Faulstich (1872–1943) zu den wichtigsten Bildchronisten der Stadt im 19. und beginnenden 20. Jahrhundert. Da im Museum Bilder bis 1915 datiert sind, ist anzunehmen, dass sie auf spätere Mitarbeiter der Firma zurückgehen. 50 der Bilder Vogels hat der Lehmstedt Verlag 2015 als Buch herausgegeben.
Nach dem Tod Hermann Vogels übernahm sein Sohn Georg Rudolf Vogel (1862–1946) das Geschäft. 1927 wurde die alte Theaterpassage für den Bau des Krochhochhauses abgerissen. Das Geschäft zog in die Goethestraße 7, wo es am 4. Dezember 1943 den Bomben zum Opfer fiel.
Bereits in den 1940er Jahren gab es wieder eine Kunsthandlung Hermann Vogel, diesmal in der Schillerstraße 5 unter Emil Vogel, wo sie bis 1957 nachweisbar ist. Bis zum Schluss blieb der Name des Geschäfts Hermann Vogel und in der Werbung der Bezug auf das Gründungsjahr der Weigelschen Buch- und Kunsthandlung.